# Jean-Améry-Preis
Der Jean-Améry-Preis für europäische Essayistik ist eine zur Erinnerung an Jean Améry von Robert Menasse 1999 neu gestiftete „Auszeichnung für hervorragende Leistungen auf dem Gebiet des zeitkritischen, aufklärerischen Essays“. Der Preis wird alle zwei Jahre verliehen.
Der Preis war bereits 1982 von Maria Améry, der Witwe Amérys, gemeinsam mit Amérys Verlag Klett-Cotta gestiftet worden und wurde bis 1991 viermal vergeben. Robert Menasse verwendete das Preisgeld des ihm 1999 zuerkannten Österreichischen Staatspreises für Kulturpublizistik als Grundstock zur Wiederbelebung des Jean-Améry-Preises, der seit 2000 wieder regelmäßig verliehen wird.
Menasse im Profil: Jean Améry habe „vorbildliche Essays im Sinne des Anspruchs der Aufklärung geschrieben. ...Signal und Impuls“ solle der Name des wiederbelebten Preises sein. Der unabhängigen Jury gehörten bisher u. a. an: Günter Kunert, Helmut Heißenbüttel, Heinz Ludwig Arnold, Karl-Markus Gauß, Wolfgang Büscher. Die aktuelle Jury (Stand November 2015) ist: Robert Menasse (Vorsitz), László F. Földényi, Michael Krüger, Gila Lustiger, Christina Weiss und Claudio Magris (Ehrenmitglied der Jury). Der Preis wird seit 2015 vom Klett-Cotta Verlag und der Allianz Kulturstiftung in Zusammenarbeit mit Eurozine verstärkt europäisch ausgerichtet.
Mit einem Preisgeld von 15.000 € handelt es sich um eine der höchstdotierten Essay-Auszeichnungen im deutschen Sprachraum.

## Preisträger
- 1982: Lothar Baier
- 1985: Barbara Sichtermann
- 1988: Mathias Greffrath
- 1991: Reinhard Merkel, Strafrechtler und Rechtsphilosoph
- 2000: Franz Schuh
- 2002: Doron Rabinovici
- 2004: Michael Jeismann, Journalist, für Auf Wiedersehen gestern. Die deutsche Vergangenheit und die Politik von morgen
- 2007: Drago Jančar
- 2009: Imre Kertész
- 2012: Dubravka Ugrešić[1]
- 2016: Adam Zagajewski
- 2018: Karl-Markus Gauß[2][3]
- 2020: Ivan Krastev[4]